# Aleksandr Wasiljew (historyk)
Aleksandr Aleksandrowicz Wasiljew (ros. Александр Александрович Васильев; ur. 23 września?/5 października 1867 w Petersburgu, zm. 30 maja 1953 w Madrycie) – rosyjski historyk, mediewista, bizantynolog.

## Życiorys
Studia bizantynologiczne odbył na uniwersytecie w Petersburgu pod kierunkiem Wasilija Wasiljewskiego. W latach 1904–1912 profesor uniwersytetu w Dorpacie (ob. Tartu), w latach 1912–1922 – Instytutu Pedagogicznego i 1917–1925 – uniwersytetu w Petersburgu, 1925–1939 – Uniwersytecie Wisconsin w Madison.
Jego badania koncentrowały się na stosunkach Bizancjum i Arabów, dziejach Gotów na Krymie oraz panowaniu cesarza Justyniana I Wielkiego. Jako pierwszy w historiografii rosyjskiej dał pełny rys historii politycznej Bizancjum. Jest autorem podstawowej pracy o stosunkach arabsko-bizantyńskich w IX i X w. (1900 i 1902).
Autor ponad 200 prac, m.in.: Wizantija i Araby (1902), Istorija Wizantii (1925, przekłady na język angielski, francuski, turecki, hiszpański), The Goths in the Crimea (1936), Justin the First (1950). W 1917 ogłosił drukiem podręcznik historii bizantyjskiej w języku rosyjskim poczynając od narodzin Cesarstwa aż do wypraw krzyżowych. W latach 1923–1925 uzupełnił go kilkoma mniejszymi pracami, w których przedstawił dzieje panowania łacińskiego i czasy Paleologów. W kilka lat później mocno rozszerzona całość ukazała się w języku angielskim: History of the Byzantine Empire (t. 1-2, Madison 1928–1929), a jeszcze nieco później uzupełnione wydanie francuskie: Histoire de l'Empire byzantin (t. 1-2, Paris 1932). Synteza została przetłumaczona min. na język hiszpański (Barcelona 1948) oraz grecki (Ateny 1954) a tom pierwszy również na język turecki (Ankara 1943). Ostatnie wydanie za życia autora było w wielu miejscach rozszerzone: History of the Byzantine Empire 324-1453 (Madison 1952).

## Wybrane publikacje
- Byzance et les Arabs, t. 1-2, Bruxelles.
- Istorija Vizantii, t. 1-3, Petersburg 1923.
- Historie de l’empire byzantin, t. 1: (324-1080), t. 2: (1081-1453), Paris 1932.
- Justin the first. An introduction to the epoch of Justynian the Great, Cambrigde, Mass. 1950.
- History of the Byzantine empire 324-1453, Madison 1958.

## Publikacje w języku polskim
- Bizancjum i islam [w:] Bizancjum: wstęp do cywilizacji wschodniorzymskiej, oprac. Norman Baynes, H. St. L. B. Moss, przeł. Edward Zwolski, Warszawa: "Pax" 1964.